# Sheldon Harnick
Sheldon Mayer Harnick (ur. 30 kwietnia 1924 w Chicago, zm. 23 czerwca 2023 w Nowym Jorku) – amerykański pisarz, autor tekstów do wielu piosenek i musicali.
Znany ze współpracy z kompozytorem Jerrym Bockiem i z napisania tekstów do wielu musicali, m.in. do Skrzypka na dachu. Laureat nagród Tony i Grammy. W 2018 otrzymał tytuł doktora honoris causa Northwestern University.

## Musicale, do których napisał teksty
- New Faces (1952)
- Shangri-La (1956)
- The Body Beautiful (1958)
- Portofino (1958)
- Fiorello! (1959)
- Ford-i-fy your future (1959), musical napisany dla Ford Motor Company
- Tenderloin (1960) (Bock)
- Smiling the Boy Fell Dead (1961)
- She Loves Me (1963)
- Skrzypek na dachu (1964)
- The Apple Tree (1966)
- The Rothschilds (1970)
- Captain Jinks of the Horse Marines (1975)
- Rex (1976)
- Parasolki z Cherbourga (1979), tekst w jęz. angielskim do adaptacji scenicznych
- A Christmas Carol (1982)
- A Wonderful Life
- Cyrano: The Musical (1993)